# Alves (rappeur)
Pour les articles homonymes, voir Alves.
Alves, de son vrai nom Rafael Alves de Oliveira (né à Brasilia), est un rappeur brésilien et un ancien champion du Duelo de MCs Nacional 2020.

## Biographie
En 2012, l'artiste commence à faire du rap freestyle, participant à plusieurs battles et événements à Batalha do Museu et Batalha do Neurônio à Brasilia. En 2013, Gerson Macedo, également connu sous le nom de Zen MC, l'invite à rejoindre le groupe de hip-hop underground ZKAR. À l'époque, ZKAR se compose des MC Zen, Kamorra, Alves et Rafak, et avait une production musicale et instrumentale d'Emtee Beats. En 2014, Alves enregistre son premier morceau, intitulé Reflexo Oculto, avec Zen MC et Emtee sur Intercala Records, un label basé à Brasilia. La même année, il enregistre également le morceau Foco avec Rafak et Zen, également avec la production musicale d'Emtee. Les morceaux Reflexo Oculto et Foco ont une répercussion favorable sur la scène hip-hop de Brasilia et sur la scène rap nationale, apportant une reconnaissance précoce à Alves et au groupe ZKAR. 
En 2015, Alves se qualifie pour le Duelo de MCs à Belo Horizonte, rimant avec succès dans les battles, arrive en finale du championnat, mais finit par perdre contre le rappeur Orochi. En 2015, Alves est le premier à se qualifier pour le National MCs Duel à Belo Horizonte.
Cependant, Alves persiste et continue à se concentrer sur les battles de rap freestyle, et en 2017, il se qualifie pour la deuxième fois pour le Duelo de MCs. Cependant, cette fois-ci, il subit une défaite au premier tour du tournoi et perd contre Cesar MC, qui a finalement remporté la compétition. En 2017, il sort également le morceau Alvo produite par Emtee Beats et publié sur le label Aldeia Records par Batalha da Aldeia, et le single a eu une répercussion remarquable,.
En 2020, en raison de la pandémie de Covid-19, le Duelo de MCs est reporté à 2021. En conséquence, Alves se qualifie de nouveau pour le Duelo de MCs, ce qui serait sa troisième participation à l'événement. Lors du Duelo de MCs de 2020, Alves est couronné champion, battant Vinicius ZN dans la bataille finale du tournoi. Alves remporte un prix de 20 000 réais et un contrat avec Som Livre pour l'enregistrement et la sortie de son album solo. En 2022, Alves sort son album solo intitulé Entre Chronos e Kairós, un album qui parle de sa trajectoire dans le monde du hip-hop, de sa foi religieuse et de diverses questions sociales. L'album comprend également les artistes Cesar MC, Marcos Almeida, Dudu, Noventa, Hemi, VK, ainsi que la production musicale des beatmakers DJ Caíque, Emtee Beats, Lerym, Nobre, entre autres,.

## Discographie

### Albums studio
- 2022 : Entre Chronos e Kairós (Som Livre)

### EP
- 2015 : Pergaminho avec ZKAR (Intercala Records)

### Singles
- 2017 : Alvo
- 2020 : Dias Maus

### Clips
- 2018 : SouFree (feat. Fabio Brazza)
- 2022 : Ressureição
- 2022 : Falsa Vitrine (feat. Cesar MC)
- 2022 : Sangue (feat. Dudu)